# Qeqertarsuaq (Qaanaaq)
Qeqertarsuaq és un municipi de Groenlàndia (municipalitat de Qaanaaq) que té 12 habitants. Hi ha una escola, una botiga i una capella petites. L'escola també rep alumnes del nucli proper d'Iqssutaqqinn, que no té ni escola ni botiga pròpies. L'esperança de vida mitjana dels habitants és de cinquanta-nou anys.